# Paula Cembranos
Paula Cembranos (* 10. Januar 2004) ist eine Schweizer Tennisspielerin.

## Karriere
Cembranos spielt vor allem auf Turnieren der ITF Women’s World Tennis Tour, wo sie bisher einen Doppeltitel gewinnen konnte.

## Turniersiege

### Doppel
| Nr. | Datum        | Turnier  | Kategorie | Belag | Partner        | Finalgegner                          | Ergebnis           |
| --- | ------------ | -------- | --------- | ----- | -------------- | ------------------------------------ | ------------------ |
| 1.  | 8. Juli 2023 | Klosters | ITF W25   | Sand  | Sophie Lüscher | Kryszina Dsmitruk Prarthana Thombare | 7:65, 3:6, [14:12] |